# Cubo magico semi-perfetto
In matematica, un cubo magico semi-perfetto, a volte chiamato anche cubo di Andrews, è un cubo magico in cui la somma dei numeri delle diagonali interne del cubo non corrisponde alla costante magica.

## Cubi magici semi-perfetti di ordine 3
Un cubo magico semi-perfetto di ordine 3 ha come costante magica 42, e il suo elemento centrale è 14. Hendricks dimostrò che esistono solo 4 cubi magici semi-perfetti (escluse rotazioni e simmetrie), mostrati sotto.
Primo cubo
| 1° strato                                                                 |  | 2° strato                                                                   |  | 3° strato                                                                 |
| ------------------------------------------------------------------------- |  | --------------------------------------------------------------------------- |  | ------------------------------------------------------------------------- |
| {\displaystyle {\begin{bmatrix}4&12&26\\11&25&6\\27&5&10\\\end{bmatrix}}} |  | {\displaystyle {\begin{bmatrix}20&7&15\\9&(14)&19\\13&21&8\\\end{bmatrix}}} |  | {\displaystyle {\begin{bmatrix}18&23&1\\22&3&17\\2&16&24\\\end{bmatrix}}} |

Secondo cubo
| 1° strato                                                                 |  | 2° strato                                                                   |  | 3° strato                                                                 |
| ------------------------------------------------------------------------- |  | --------------------------------------------------------------------------- |  | ------------------------------------------------------------------------- |
| {\displaystyle {\begin{bmatrix}6&10&26\\11&27&4\\25&5&12\\\end{bmatrix}}} |  | {\displaystyle {\begin{bmatrix}20&9&13\\7&(14)&21\\15&19&8\\\end{bmatrix}}} |  | {\displaystyle {\begin{bmatrix}16&23&3\\24&1&17\\2&18&22\\\end{bmatrix}}} |

Terzo cubo
| 1° strato                                                                 |  | 2° strato                                                                   |  | 3° strato                                                                 |
| ------------------------------------------------------------------------- |  | --------------------------------------------------------------------------- |  | ------------------------------------------------------------------------- |
| {\displaystyle {\begin{bmatrix}4&18&20\\17&19&6\\21&5&16\\\end{bmatrix}}} |  | {\displaystyle {\begin{bmatrix}26&1&15\\3&(14)&25\\13&27&2\\\end{bmatrix}}} |  | {\displaystyle {\begin{bmatrix}12&23&7\\22&9&11\\8&10&24\\\end{bmatrix}}} |

Quarto cubo
| 1° strato                                                                 |  | 2° strato                                                                   |  | 3° strato                                                                 |
| ------------------------------------------------------------------------- |  | --------------------------------------------------------------------------- |  | ------------------------------------------------------------------------- |
| {\displaystyle {\begin{bmatrix}6&16&20\\17&21&4\\19&5&18\\\end{bmatrix}}} |  | {\displaystyle {\begin{bmatrix}26&3&13\\1&(14)&27\\15&25&2\\\end{bmatrix}}} |  | {\displaystyle {\begin{bmatrix}10&23&9\\24&7&11\\8&12&22\\\end{bmatrix}}} |

## Cubo magico semi-perfetto di ordine 4
Qui sotto viene riportato un cubo magico semi-perfetto di ordine 4, la cui costante magica è 130.
| 1° strato                                                                                        |  | 2° strato                                                                                        |  | 3° strato                                                                                       |  | 4° strato                                                                                        |
| ------------------------------------------------------------------------------------------------ |  | ------------------------------------------------------------------------------------------------ |  | ----------------------------------------------------------------------------------------------- |  | ------------------------------------------------------------------------------------------------ |
| {\displaystyle {\begin{bmatrix}60&37&12&21\\13&20&61&36\\56&41&8&25\\1&32&49&48\\\end{bmatrix}}} |  | {\displaystyle {\begin{bmatrix}7&26&55&42\\50&47&2&31\\11&22&59&38\\62&35&14&19\\\end{bmatrix}}} |  | {\displaystyle {\begin{bmatrix}57&40&9&24\\16&17&64&33\\53&44&5&28\\4&29&52&45\\\end{bmatrix}}} |  | {\displaystyle {\begin{bmatrix}6&27&54&43\\51&46&3&30\\10&23&58&39\\63&34&15&18\\\end{bmatrix}}} |

## Cubi magici semi-perfetti di ordine dispari o doppiamente pari
I cubi magici semi-perfetti di ordine dispari, con n ≥ 5, o doppiamente pari (cioè multiplo di 4) possono essere costruiti estendendo i metodi usati per i quadrati magici.